# Javorova
Javorova es un pueblo ubicado en el municipio de Berane, en Montenegro.

## Demografía
Hasta 2011 la población era de 96 habitantes, conformada por 19 hogares y 42 viviendas.
| 225                                                              | 285 | 270 | 255 | 225 | 193 | 117 | 96 |
| (Fuente: Population statistics of Eastern Europe & former USSR.) |     |     |     |     |     |     |    |

| Etnicidad                                           | Número | Porcentaje |
| --------------------------------------------------- | ------ | ---------- |
| Bosnios                                             | 76     | 64,95 %    |
| Musulmanes                                          | 41     | 35,04 %    |
| Fuente: Republic of Montenegro. Statistical Office. |        |            |